# Représentations diplomatiques en Tchéquie
Les représentations diplomatiques en République tchèque sont actuellement au nombre de 86. Il existe de nombreuses délégations et bureaux de représentations des organisations internationales et d'entités infranationales dans la capitale Prague.

## Ambassades à Prague
| - Afghanistan - Albanie - Algérie - Argentine - Arménie - Autriche - Azerbaïdjan - Biélorussie - Belgique - Bosnie-Herzégovine - Brésil - Bulgarie - Canada - Chili - Chine - République démocratique du Congo - Croatie - Cuba - Chypre - Danemark - Égypte - Estonie - Finlande - France - Allemagne - Géorgie - Ghana - Grèce - Vatican | - Hongrie - Inde - Indonésie - Iran - Irak - Irlande - Israël - Italie - Japon - Kazakhstan - Kosovo - Koweït - Lettonie - Liban - Libye - Lituanie - Luxembourg - Malaisie - Mexique - Moldavie - Mongolie - Maroc - Birmanie - Pays-Bas - Corée du Nord - Macédoine du Nord - Norvège - Pakistan - Palestine | - Pérou - Philippines - Pologne - Portugal - Roumanie - Russie - Arabie saoudite - Serbie - Slovaquie - Slovénie - Afrique du Sud - Corée du Sud - Espagne - Soudan - Suède - Suisse - Syrie - Thaïlande - Tunisie - Turquie - Ukraine - Émirats arabes unis - Royaume-Uni - États-Unis - Viêt Nam - Yémen |

- Taïwan

## Consulats

### Consulats généraux à Brno
- Russie
- Ukraine (Consulats)

### Consulat général à Karlovy Vary
- Russie

### Consulat général à Ostrava
- Pologne

### Consulats à Prague
- Australie
- Bahamas
- Bénin
- Cap-Vert
- Guatemala
- Jamaïque
- Maurice
- Nouvelle-Zélande
- Nicaragua
- Paraguay
- Saint-Marin
- Seychelles
- Singapour
- Uruguay